# Diócesis de Itaguaí
La diócesis de Itaguaí (en latín: Dioecesis Itaguaien(sis) y en portugués: Diocese de Itaguaí) es una circunscripción eclesiástica latina de la Iglesia católica en Brasil, sufragánea de la arquidiócesis de San Sebastián de Río de Janeiro. La diócesis tiene al obispo José Ubiratan Lopes, O.F.M.Cap. como su ordinario desde el 17 de noviembre de 1999. 

## Territorio y organización
La diócesis tiene 2670 km² y extiende su jurisdicción sobre los fieles católicos de rito latino residentes en 5 municipios del estado de Río de Janeiro: Itaguaí, Angra dos Reis, Mangaratiba, Parati y Seropédica.
La sede de la diócesis se encuentra en la ciudad de Itaguaí, en donde se halla la Catedral de San Francisco Javier.
En 2019 en la diócesis existían 21 parroquias.

## Historia
La diócesis fue erigida el 14 de marzo de 1980 con la bula Gravissimum supremi del papa Juan Pablo II, obteniendo el territorio de las diócesis de Barra do Piraí-Volta Redonda y Nova Iguaçu.

## Estadísticas
De acuerdo al Anuario Pontificio 2020 la diócesis tenía a fines de 2019 un total de 279 600 fieles bautizados.
| Año                                                                             | Población            | Población | Población      | Sacerdotes | Sacerdotes    | Sacerdotes    | Bautizados por sacerdote | Diáconos permanentes | Religiosos | Religiosos | Parroquias |
| Año                                                                             | Bautizados católicos | Total     | % de católicos | Total      | Clero secular | Clero regular | Bautizados por sacerdote | Diáconos permanentes | Varones    | Mujeres    | Parroquias |
| ------------------------------------------------------------------------------- | -------------------- | --------- | -------------- | ---------- | ------------- | ------------- | ------------------------ | -------------------- | ---------- | ---------- | ---------- |
| 1979                                                                            | ?                    | 265 000   | ?              | 16         | 2             | 14            | ?                        |                      |            |            | 9          |
| 1990                                                                            | 162 000              | 245 000   | 66.1           | 22         | 4             | 18            | 7363                     |                      | 19         | 46         | 14         |
| 1999                                                                            | 191 306              | 234 594   | 81.5           | 21         | 5             | 16            | 9109                     | 1                    | 17         | 51         | 15         |
| 2000                                                                            | 198 602              | 295 968   | 67.1           | 26         | 7             | 19            | 7638                     | 1                    | 20         | 40         | 15         |
| 2001                                                                            | 217 000              | 324 152   | 66.9           | 24         | 8             | 16            | 9041                     | 1                    | 17         | 29         | 16         |
| 2002                                                                            | 240 000              | 358 000   | 67.0           | 26         | 10            | 16            | 9230                     | 1                    | 17         | 29         | 16         |
| 2003                                                                            | 240 000              | 358 000   | 67.0           | 24         | 7             | 17            | 10 000                   | 1                    | 18         | 29         | 16         |
| 2004                                                                            | 240 000              | 358 000   | 67.0           | 24         | 7             | 17            | 10 000                   | 1                    | 18         | 32         | 16         |
| 2006                                                                            | 245 000              | 366 000   | 66.9           | 22         | 10            | 12            | 11 136                   |                      | 14         | 12         | 18         |
| 2013                                                                            | 267 000              | 401 000   | 66.6           | 24         | 18            | 6             | 11 125                   | 7                    | 7          | 4          | 19         |
| 2016                                                                            | 273 000              | 410 000   | 66.6           | 26         | 20            | 6             | 10 500                   | 14                   | 8          | 4          | 19         |
| 2019                                                                            | 279 600              | 442 400   | 63.2           | 18         | 14            | 4             | 15 533                   | 14                   | 9          |            | 21         |
| Fuente: Catholic-Hierarchy, que a su vez toma los datos del Anuario Pontificio. |                      |           |                |            |               |               |                          |                      |            |            |            |

## Episcopologio
- Vital João Geraldo Wilderink, O.Carm. † (21 de abril de 1980-8 de julio de 1998 renunció)
- José Ubiratan Lopes, O.F.M.Cap., desde el 17 de noviembre de 1999